# Това няма да задържи един моряк на дъното
„Това няма да задържи един моряк на дъното“ (на немски: Das haut einen Seemann doch nicht um) е комедия от 1958 година на режисьора Артур Мария Рабеналт с участието на Карлхайнц Бьом, Антие Геерк и Георг Томала, копродукция на ФРГ и Дания.

## Сюжет
След продължително плаване, морякът Петер Хиле (Карлхайнц Бьом) се надява да прекара коледните празници с годеницата си Хана. Той остава разочарован, когато установява, че тя не го очаква на брега в Копенхаген. Петер отива да утеши мъката си в близкото заведение, в което се събират моряците. На него му се налага през нощта да дели една стая с огняра Валдемар Олсен (Георг Томала), който се опитва да изгради кариера на певец
и се занимава с контрабанда на цигари.
На сутринта Петер отива да търси Хана в дома и. На прага на апартамента той е стреснат от бебешки плач. Майката на Хана му обяснява, че това е неговият син Боб, а самата Хана е починала няколко дни след раждането на детето и сега е негово задължение като баща да се грижи за бебето.
Намирайки се в безизходица, Петер започва да свири заедно с Валдемар по съмнителни клубове в Копенхаген. Там той се запознава с красивата Кристина Хансен (Антие Геерк). Не минава много време и малкият Боб завладява сърцето и. В навечерието на новата година, Петер и новата му изгора се сближават. Идилията му е нарушена, когато Валдемар е арестуван от полицията по подозрение за разпространение на наркотици. За щастие на Валдемар, Петер свидетелства в негова полза, че е невинен и той е освободен от ареста.
Настъпва време Петер отново да отплава. На кея го изпраща новата му годеница, държейки в обятията си сина му. Те двамата си обещават да се оженят когато Петер се завърне.

## В ролите
- Карлхайнц Бьом като Петер Хиле
- Антие Геерк като Кристина Хансен
- Георг Томала като Валдемар Олсен
- Ани Росар като госпожа Нилсен
- Ханс Ниелсен като отец Паулсен